# Kapuzinerkirche Herz Jesu (Kleve)

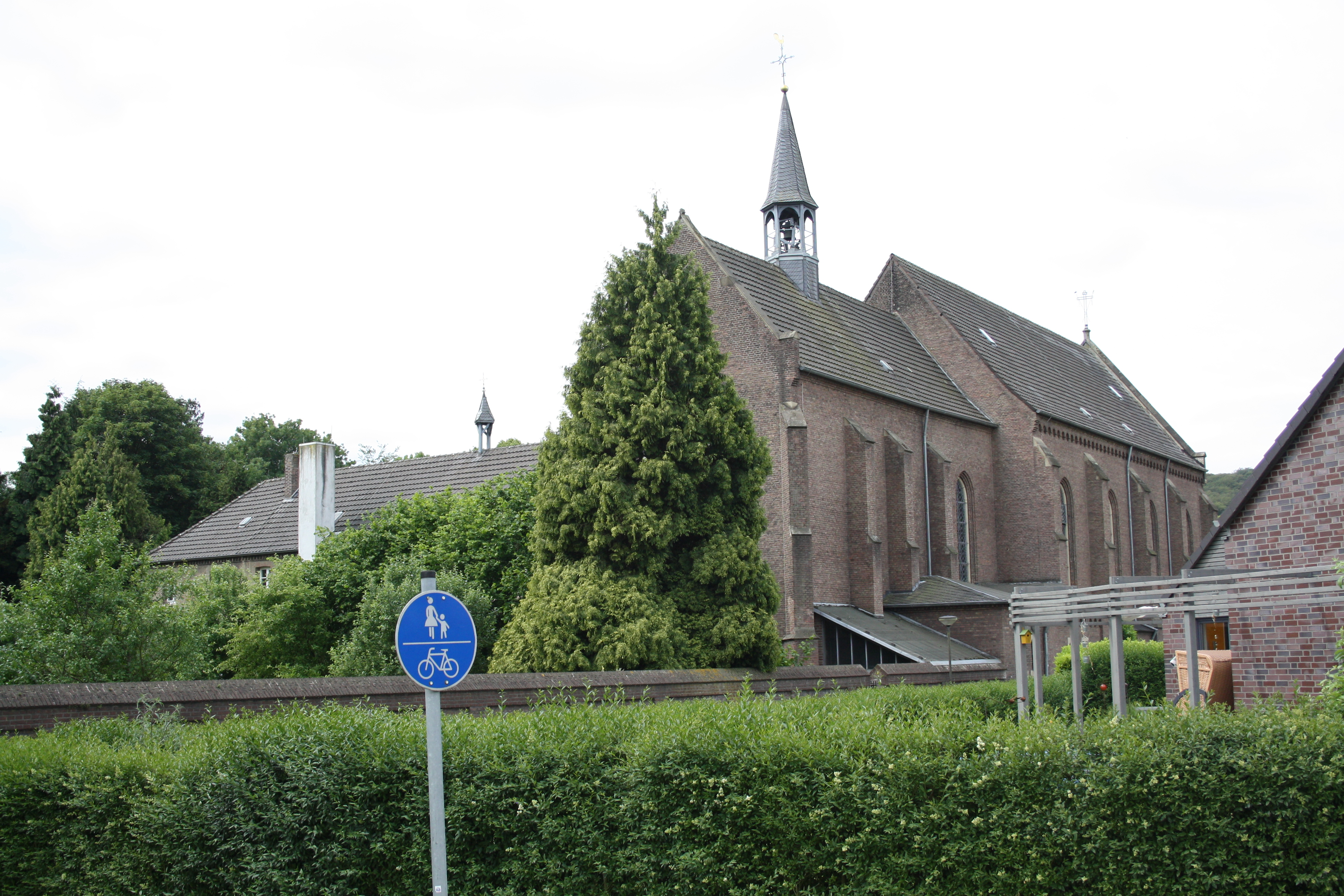
Herz-Jesu-Kirche in Kleve (2011)

Die Kapuzinerkirche Herz Jesu Kleve ist eine römisch-katholische Filialkirche der Kirchengemeinde und Propstei St. Mariae Himmelfahrt Kleve.
Die Kapuzinerkirche befindet sich in einem der vier Flügeln des ehemaligen Kapuzinerklosters. (im Volksmund auch „Klösterchen“ genannt)
Im ehemaligen Kapuzinerkloster befindet sich die Zentralrendantur für Kleve und Emmerich. In der Kapuzinerkirche finden zwar keine regelmäßigen Gottesdienste statt, dennoch steht die Kirche für bestimmte Gottesdienste zur Verfügung.